# Wes Morgan
Westley Nathan Morgan (n. 21 ianuarie 1984, Nottingham, Anglia) este un fotbalist jamaican născut în Anglia, ce joacă ca fundaș la Leicester City din Premier League unde este căpitan. Morgan a jucat cea mai mare parte din cariera sa la Nottingham Forest, echipa unde a debutat și a jucat ca fundaș central înainte de a pleca la Leicester City, în ianuarie 2012, echipă la care este căpitan din sezonul 2012-2013. Și în sezonul 2015-2016 ales căpitan, a reușit să fie încoronat campion al Premier League pentru prima oară în istoria clubului.

## Cluburi
| Club                              | Tara   | An          | PJ  | A marcat |
| --------------------------------- | ------ | ----------- | --- | -------- |
| Kidderminster Harriers (împrumut) | Anglia | 2002 - 2003 | 5   | 1        |
| Nottingham Forest                 | Anglia | 2002 - 2012 | 402 | 14       |
| Leicester City                    | Anglia | 2012 -      | 193 | 8        |

### Titluri Naționale
| Titlu                       | Club           | Tara   | An   |
| --------------------------- | -------------- | ------ | ---- |
| Campionatul Ligii De Fotbal | Leicester City | Anglia | 2014 |
| Premier League              | Leicester City | Anglia | 2016 |